# SN 2007du
SN 2007du – supernowa typu Ia odkryta 4 maja 2007 roku w galaktyce A132154+2302. W momencie odkrycia miała maksymalną jasność 18,80m.